# Glishades
Glishades ("uvězněn v bahně") byl rod býložravého hadrosauroidního dinosaura, žijícího v období pozdní svrchní křídy (asi před 74,5 miliony let) na území dnešních USA (Montana). Jeho fosilní pozůstatky byly objeveny v sedimentech geologického souvrství Two Medicine.

## Popis
Popis tohoto hadrosaurida je založen na fosilním materiálu pod katalogovým označením AMNH 27414 z Amerického Přírodovědeckého muzea v New Yorku. Ten sestává ze dvou částečně dochovaných premaxilárních kostí. Kladistická analýza Prieto-Márqueze určila, že Glishades je nehadrosauridním hadrosauroidem, možná sesterský taxon druhu Bactrosaurus johnstoni. Typovým druhem je Glishades ericksoni, popsaný roku 2010. Tento ornitopod dosahoval délky kolem 5,5 metru.